# Horst Krebs
Horst Krebs (* 24. März 1952 in Ludwigsburg) ist ein deutscher Fernseh- und Theaterschauspieler.
Krebs besuchte keine Schauspielschule, sondern nahm Privatunterricht.

## Filmographie (Auswahl)
- 1984: Ein Fall für zwei: Zuckerbrot und Peitsche
- 1985: Vorsicht Falle!
- 1990: Mit Leib und Seele
- 1993: Justiz
- 1996: Die Wache: Traumschiff
- 1996: Stadtklinik
- 1997: Tatort: Bienzle und der tiefe Sturz
- 1998: Natalie III – Babystrich online
- 1999: Als es Nacht wurde in Deutschland
- 1999: Die Kommissarin: Abgestempelt
- 1999: Duell der Richter
- 1999: Unschuldige Biester
- 1999: T.V. Kaiser
- 2000: Der Fahnder
- 2000: Tatort: Bittere Mandeln
- 2001: Liebe. Macht. Blind.
- 2003: SOKO München
- 2003: Glücksstadt
- 2004: Ina & Leo
- 1984–2006: Ein Fall für zwei (8 Folgen)
- 2006: Die Kommissarin: Das Fest
- 2006: Alarm für Cobra 11 – Die Autobahnpolizei
- 2007: Ahornallee
- 2008: Mama arbeitet wieder
- 2009: Keine Leiche ohne Lily
- 2009: Die Nonne und der Kommissar – Todesengel
- 2009: Schwarzwaldliebe
- 2011: Die geerbte Familie
- 2011: Die Schäferin
- 2012: Die Nonne und der Kommissar – Verflucht
- 2012: Tatort: Im Namen des Vaters
- 2013: Der Staatsanwalt: Blind Gier
- 2013: Freier Fall
- 2013: Eine unbeliebte Frau
- 2014: Kommissar Marthaler – Partitur des Todes
- 2013–2015: Lerchenberg